# Peleg (Name)
Peleg, hebräisch פֶּלֶג pælæg, ist ein männlicher Vorname und Familienname.

## Herkunft und Bedeutung
Der Name פֶּלֶג pælæg leitet sich von der gleichlautenden Vokabel ab und bedeutet „Kanal“, „Graben“, „Wasserlauf“.
Im Alten Testament kommt Peleg als Personen- und Sippenname vor (Gen 10,25  u. ö.).

## Varianten
- Französisch: Péleg
- Hebräisch: פֶּלֶג pælæg
- Portugiesisch: Pelegue
- Spanisch: Péleg
- Russisch: Фалек Falek, Пелег Peleg
- Ukrainisch: Фалек Falek
- Ungarisch: Péleg

## Namensträger

### Vorname
- Peleg Arnold (1751–1820), US-amerikanischer Jurist und Politiker
- Peleg Coffin (1756–1805), US-amerikanischer Politiker
- Peleg Sprague (1756–1800), US-amerikanischer Politiker (New Hampshire)
- Peleg Sprague (1793–1880), US-amerikanischer Politiker (Maine)
- Peleg Tallman (1764–1840), US-amerikanischer Politiker
- Peleg Wadsworth (1748–1829), US-amerikanischer Politiker

### Familienname
- David Peleg (1942–2013), israelischer Diplomat
- Michael Peleg (1926–2014), irischer Soldat